# Gary Gillespie
Gary Thompson Gillespie (ur. 5 lipca 1960 w Bonnybridge) – szkocki piłkarz, grający na pozycji obrońcy.